# Deccanodon
Deccanodon es un género extinto de cinodontes quinicuodóntidos presente en la India durante el Triásico superior. Su especie tipo es D. maleriensis, descrito en 2007. Deccanodon fue el primer cinodonte descrito procedente del Triásico indio y se encontró en la formación Maleri del distrito de Adilabad.